# As Long as You're Mine
As Long As You're Mine (“Finché sarai mio (Until you're mine)") è una canzone del musical Wicked di Stephen Schwartz (vincitore del Grammy Award). È un duetto tra Elphaba, la malvagia Strega dell'Ovest, e Fiyero, di cui è innamorata. Fu originariamente interpretata da Idina Menzel e Norbert Leo Butz, rispettivamente nei ruoli di Elphaba e Fiyero nel cast originale di Broadway.

## Nel musical
La canzone è cantata nel secondo atto del musical. Nel duetto i due esprimono il proprio amore reciproco appena scoperto e, al termine della canzone, Elphaba confessa di sentirsi per la prima volta meravigliosa (gioco di parole in inglese: wicked vuol dire sia malvagio sia spettacolare). La ragazza però sente che la sorella Nessarosse, la malvagia Strega dell'Est, è in pericolo, e corre in suo soccorso.

## Commento
Stephen Schwartz, il compositore, scrisse questo numero come l'unico duetto d'amore nel musical e, per questo motivo, volle una partitura sensuale e passionale, ma anche aggressiva e “oscura”. Il brano comincia con le prime note di 'No One Mourns the Wicked', ma suonate al piano e con un ritmo più veloce.